# Jorge Bermúdez
Jorge Hernán Bermúdez Morales (ur. 18 czerwca 1971 w Armenii) – kolumbijski piłkarz grający na pozycji środkowego obrońcy. Nosi przydomek „El Patrón”.

## Kariera klubowa
Bermúdez pochodzi z miasta Armenia, w którym zaczynał piłkarską karierę w klubie Quindio Armenia. W zespole tym zadebiutował już w 1989 roku w wieku 18 lat. Grał tam przez 2 lata, jednak nie osiągnął z tym klubem znaczących sukcesów. W 1991 roku przeszedł do Ameriki Cali, gdzie szybko wywalczył miejsce w składzie i stał się jej czołowym obrońcą. W 1992 roku wywalczył z Americą swoje pierwsze w karierze mistrzostwo Kolumbii. W 1993 roku wystąpił ze swoim klubem w Copa Libertadores, a America dotarła do półfinału tych rozgrywek, gdzie uległa w dwumeczu z chilijskim Universidad Católica (0:1, 2:2). W zespole z Cali Bermúdez grał do roku 1996 i nie osiągnął już więcej znaczących sukcesów.
Latem 1996 Bermúdez przeszedł do portugalskiej Benfiki Lizbona. W lizbońskim klubie Jorge grał przez jeden sezon. Zaliczył 27 występów zazwyczaj grając w pierwszej jedenastce i zdobył 1 gola, a ze swoim klubem zajął 3. miejsce w lidze za największymi rywalami FC Porto i Sportingiem.
Latem 1997 Jorge wrócił do Ameryki Południowej, jednak nie trafił do ojczyzny, a do Argentyny podpisując kontrakt z Boca Juniors. W Primera División zadebiutował 14 września w wygranym 2:1 meczu z Newell’s Old Boys. Swojego pierwszego gola na argentyńskich boiskach Bermúdez zdobył niespełna miesiąc później, 4 października w wygranym 3:0 wyjazdowym meczu z Gimnasia y Esgrima Jujuy. W premierowym sezonie w Boca, Bermúdez wywalczył mistrzostwo fazy Apertura rozgrywając w całym sezonie 31 meczów. Rok później wywalczył kolejne, tym razem fazy Clausura, a w 2000 roku ponownie Apertura. W latach 2000 i 2001 dzięki dobrej grze w obronie był jednym z autorów sukcesu Boca w Copa Libertadores, gdy zespół wygrywał obie edycje tego pucharu. W 2000 roku dołożył także jeszcze jeden sukces - zdobycie Pucharu Interkontynentalnego (Boca pokonało 2:1 Real Madryt).
Przed sezonem 2001/2002 Bermúdez ponownie wyjechał do Europy, tym razem do greckiego Olympiakosu Pireus. Pobyt w Pireusie nie był jednak udany i przez 2 sezony Jorge rozegrał ledwie 9 meczów i zdobył 1 gola, mając nikły udział w zdobyciu dwukrotnego z rzędu mistrzostwa Grecji. Z Olympiakosem brał także udział w Lidze Mistrzów.
W 2003 roku Bermúdez trafił do Newell’s Old Boys Rosario. Rozegrał 27 meczów w lidze i zdobył 2 gole – w fazie Apertura zajął z zespołem 6. miejsce, a w Clausura - 12. W połowie 2004 roku trafił do ekwadorskiego klubu Barcelona SC. Po roku przeniósł się do Club Deportivo Quevedo, a latem 2005 wrócił do Kolumbii, do Ameriki Cali. Początek roku 2006 to gra w Deportivo Pereira, a druga połowa – Independiente Santa Fe Bogota. W styczniu 2007 Bermúdez ponownie zmienił klub i obecnie jest zawodnikiem Quindio Armenia.
| Sezon   | Klub                          | Kraj       | Rozgrywki                        | Mecze | Bramki |
| ------- | ----------------------------- | ---------- | -------------------------------- | ----- | ------ |
| 1989    | Quindio Armenia               | Kolumbia   | Copa Mustang                     | ?     | ?      |
| 1990    | Quindio Armenia               | Kolumbia   | Copa Mustang                     | ?     | ?      |
| 1991    | America Cali                  | Kolumbia   | Copa Mustang                     | ?     | ?      |
| 1992    | America Cali                  | Kolumbia   | Copa Mustang                     | ?     | ?      |
| 1993    | America Cali                  | Kolumbia   | Copa Mustang                     | 35    | 0      |
| 1994    | America Cali                  | Kolumbia   | Copa Mustang                     | 47    | 0      |
| 1995    | America Cali                  | Kolumbia   | Copa Mustang                     | 26    | 0      |
| 1995/96 | America Cali                  | Kolumbia   | Copa Mustang                     | 26    | 0      |
| 1996/97 | SL Benfica                    | Portugalia | Superliga                        | 27    | 1      |
| 1997/98 | Boca Juniors                  | Argentyna  | Primera División                 | 31    | 1      |
| 1998/99 | Boca Juniors                  | Argentyna  | Primera División                 | 32    | 3      |
| 1999/00 | Boca Juniors                  | Argentyna  | Primera División                 | 30    | 4      |
| 2000/01 | Boca Juniors                  | Argentyna  | Primera División                 | 26    | 4      |
| 2001/02 | Olympiakos SFP                | Grecja     | Alpha Ethniki                    | 8     | 1      |
| 2002/03 | Olympiakos SFP                | Grecja     | Alpha Ethniki                    | 1     | 0      |
| 2003/04 | Newell’s Old Boys             | Argentyna  | Primera División                 | 27    | 2      |
| 2004    | Barcelona SC                  | Ekwador    | Campeonato Ecuatoriano de Fútbol | 16    | 0      |
| 2005    | Club Deportivo Quevedo        | Ekwador    | Campeonato Ecuatoriano de Fútbol | 12    | 0      |
| 2005    | America Cali                  | Kolumbia   | Copa Mustang                     | 22    | 2      |
| 2006    | Deportivo Pereira             | Kolumbia   | Copa Mustang                     | 23    | 2      |
| 2006    | Independiente Santa Fe Bogota | Kolumbia   | Copa Mustang                     | 16    | 4      |
| 2007    | Quindio Armenia               | Kolumbia   | Copa Mustang                     | 9     | 0      |

## Kariera reprezentacyjna
W 1992 roku Bermúdez był członkiem olimpijskiej reprezentacji Kolumbii na Igrzyska Olimpijskie w Barcelonie. Był tam podstawowym zawodnikiem, jednak nie pomógł zespołowi w wyjściu z grupy.
W pierwszej reprezentacji Kolumbii Bermúdez zadebiutował 8 lutego 1995 roku w zremisowanym 0:0 towarzyskim meczu z reprezentacją Australii.
W 1998 roku Jorge był członkiem 22-osobowej kadry Kolumbii na finały Mistrzostw Świata we Francji. Tam był podstawowym zawodnikiem swojej drużyny i rozegrał wszystkie mecze grupowe w pełnym wymiarze czasowym - z Rumunią (0:1), z Tunezją (1:0) oraz z Anglią (0:2). Kolumbia zajęła 3. miejsce i nie wyszła z grupy.
W swojej karierze Bermúdez ma także zaliczone 2 turnieje Copa América: Copa América 1995 (3. miejsce) i Copa América 1999 (ćwierćfinał).
Swój ostatni mecz w reprezentacji Bermúdez rozegrał 24 kwietnia 2001. Był to mecz kwalifikacyjny do Mistrzostw Świata 2002, a Kolumbia zremisowała 2:2 z Wenezuelą. Ogółem w reprezentacji Kolumbii Bermúdez zagrał 56 meczów i zdobył w nich 3 gole.

## Sukcesy
- Mistrzostwo Kolumbii: 1992 z America Cali
- Mistrzostwo Argentyny: 1998 (Apertura), 1999 (Clausura), 2000 (Apertura) z Boca Juniors
- Mistrzostwo Grecji: 2002, 2003 z Olympiakosem
- Copa Libertadores: 2000, 2001 z Boca Juniors
- Puchar Interkontynentalny: 2000 z Boca Juniors
- Udział w MŚ: 1998
- 3. miejsce w Copa America: 1995